# Philipp Bayer (Mediziner)
Philipp Anton Bayer (* 19. Dezember 1791 in Bamberg; † 11. Juni 1832 in Erlangen) war ein deutscher Mediziner.

## Leben
Philipp Anton Bayer studierte ab dem Wintersemester 1810/11 an der Universität Erlangen Medizin und betätigte sich ab diesem Zeitpunkt als Gehilfe am Institutum
clinicum. Bayer wurde am 3. Oktober 1814 zum Dr. med. promoviert. 1815 ließ er sich als praktischer Arzt in Erlangen und 1816 als Augenarzt in Nürnberg nieder. Im Juli 1822 wurde er wissenschaftlicher Assistent am klinischen Institut in Erlangen, von 1825 bis 1826 dessen kommissarischer Leiter und am 2. November 1826 außerordentlicher Professor der Geburtshilfe. 1828 begründet er das erste Geburtshaus in Erlangen. Am 30. März 1828 wurde er Direktor dieser Entbindungsanstalt.
Philipp Anton Bayer war Mitglied der Physikalisch-medizinischen Sozietät Erlangen und wurde am 26. August 1818 mit dem akademischen Beinamen Euthymus unter der Matrikel-Nr. 1073 als Mitglied in die Kaiserliche Leopoldino-Carolinische Akademie der Naturforscher aufgenommen.

## Schriften
- Ueber Trichiasis und Entropium, nebst Beschreibung einer verbesserten Augenlidzange. Stein, Nürnberg 1816, Textarchiv – Internet Archive